# Tioetar
Tioetar je funkcionalna grupa u organosumpornoj hemiji sa opštom formulom R-S-R'. Poput mnogih drugih jedinjenja koja sadrže sumpor, isparljivi tioeteri imaju loš miris. Tioetar je sličan etru osim što sadrži atom sumpora umesto kiseonika. Pošto su kiseonik i sumpor u istoj grupi u periodnoj tabeli, hemijske osobine etara i tioetara su u nekoj meri slične.

## Nomenklatura
Tioetri se takođe nazivaju sulfidima, posebno u starijoj literaturi, i taj termin je ostao u upotrebi u imenima specifičnih tioetara. Dva organska supstituenta se označavaju prefiksima.  se zove dimetilsulfid. Neki tioeteri su dobili ime modifikovanjem uobičajenog imena odgovarajućeg etra. Na primer,  je metil fenil sulfid, ali se češće naziva tioanizolom, jer je njegova struktura srodna sa anizolom, .

## Struktura i osobine
Tioetri je funkcionalna grupa, čiji C-S-C ugao je približno 90°. Dužina C-S veza je oko 180 .
Tioetri su prepoznatljivi po njihovom jakom mirisu, koji je sličan mirisu tiola. Taj miris ograničava primenu isparljivih tioetara. U pogledu njihovih fizičkih osobina oni podsećaju na etre, ali su manje isparljivi, imaju višu tačku topljenja, i manje su hidrofilni. Te osobine proističu iz polarizabilnosti dvovalentnog sumpornog centra, koja je veća nego kod kiseonika u etrima.

### Tiofeni
Tiofeni su zasebna klasa heterocikličnih jedinjenja koja sadrže tioetar. Zbog njihovog aromatičnog karaktera, oni nisu nukleofilni. Nevezujući elektroni sumpora su delokalizovani u π-sistem. Konsekventno, tiofen se znatno razlikuje od tipičnog tioetra. Hidrogenacijom tiofena nastaje tetrahidrotiofen, , koji se ponaša kao tipičan tioetar.

## Rasprostranjenost i primena
Tioetri su značajni u biologiji, npr. aminokiselina metionin i kofaktor biotin. Nafta sadrži mnoga organosumporna jedinjenja, među kojima su tioetri. Polifenilen sulfid je plastika koja je otporna na visoke temperature.